# 539 TCN
539 TCN là một năm trong lịch La Mã.